# Civezzano
Civezzano és un municipi italià, dins de la província de Trento. L'any 2007 tenia 3.760 habitants. Limita amb els municipis d'Albiano, Fornace, Pergine Valsugana i Trento.

## Administració
| Període | Identitat            | Partit        |
| ------- | -------------------- | ------------- |
| 2005-   | Michele Dallapiccola | Llista cívica |